# Kozarzew
Kozarzew – wieś w Polsce położona w województwie wielkopolskim, w powiecie konińskim, w gminie Kazimierz Biskupi.
W latach 1975–1998 miejscowość administracyjnie należała do województwa konińskiego.
Prawdopodobnie w XV wieku powstała parafia Kozarzew, która przetrwała do początku XVI wieku.
Podczas II wojny światowej Niemcy wysiedlili z Kozarzewa 110 mieszkańców wsi. Z kolei na miejscu wysiedlonych osiedlili 32 Niemców.
W Szkole Podstawowej w Kozarzewie pracował Władysław Pawlak.
W roku 2011 wieś Kozarzew liczyła 229 mieszkańców.